# Joviano de Lima Júnior
Joviano de Lima Júnior SSS (ur. 23 kwietnia 1942 w Uberabie, zm. 21 czerwca 2012 w Ribeirão Preto) – brazylijski duchowny katolicki, arcybiskup Ribeirão Preto w latach 2006-2012.

## Życiorys
Święcenia kapłańskie przyjął 8 grudnia 1969 w zgromadzeniu eucharystów. Był m.in. sekretarzem i przewodniczącym konferencji zakonników regionu São Paulo, radnym krajowym tejże konferencji, prowincjałem, radnym generalnym i wikariuszem generalnym zgromadzenia.
25 października 1995 papież Jan Paweł II mianował go biskupem São Carlos. Sakry biskupiej udzielił mu 27 grudnia 1995 abp Geraldo Majella Agnelo.
5 kwietnia 2006 został przeniesiony na stolicę arcybiskupią w Ribeirão Preto.
Zmarł w szpitalu w  Ribeirão Preto 21 czerwca 2012. Został pochowany w miejscowej katedrze.